# Erioptera (Mesocyphona) factiosa
Erioptera (Mesocyphona) factiosa is een tweevleugelige uit de familie steltmuggen (Limoniidae). De soort komt voor in het Neotropisch gebied.